# Jorge Fernando
Jorge Fernando Nunes da Silva (Lisboa, 8 de marzo de 1957) es un músico y productor portugués. Es considerado uno de los compositores más importantes de la música portuguesa.

## Biografía
Inició su carrera durante su adolescencia. Sus primeros sencillos fueron  "Trigueirinha" y "Se Me Pedisses Desculpa".
En 1983 participó por primera vez en el Festival RTP da Canção con el tema "Rosas Brancas Para O Meu Amor". A pesar de su mala clasificación, fue de los temas del cantante que consiguió mayor difusión. En 1985 participó nuevamente en el festival con el tema "Umbadá". También participó en el Festival OTI de la Canción ese mismo año con "Um Ano Depois".
En 1986 editó su primer LP, "Enamorado". En 1988 lanza el álbum "Coisas da Vida". En 1989 lanzó su primer disco de fado, "Boa Noite Solidão".
Participó nuevamente en el Festival RTP da Canção en 1990 con el tema "Via Área" y al año siguiente lanzó el álbum  "À Tua Porta". En esta época inició su carrera como productor, encargándose de la producción de los álbumes de varios artistas.
Editó el álbum "Oxála" en 1993. En 1997 lanzó el disco "Terra d'Água".
En 1999 lanza el álbum "Rumo Ao Sul". En mayo de 2000 conmemoró sus 25 años de carrera con un concierto en  Tivoli y ese mismo año lanzó el álbum en vivo "Inéditos".
En 2001 lanzó el disco "Terras do Risco" y en 2002 el disco "Viejo Fado". En 2003, la ciudad italiana de Recanati le homenajeó en reconocimiento de su talento como cantautor, productor, instrumentista e impulsor de nuevos talentos.
En su álbum "Memória e Fado" de 2005 (grabado en Portugal y Brasil), Jorge Fernando contó con destacadas colaboraciones, entre ellas Lucio Dalla, Ana Moura y Egberto Gismonti. 
En octubre de 2005 celebró 30 años de carrera con un concierto en Lisboa, que contó con la participación de Celeste Rodrigues.
En 2009 publicó el disco "Vida", que también contó con la colaboración de Ana Moura. En 2012 publicó el álbum "Chamam-lhe Fado".
En febrero de 2016, en reconocimiento a su carrera musical, fue nombrado Comendador de la Orden del Infante Don Enrique.
En 2018 edita el CD "De Mim Para mim".

## Discografía[2]
- Enamorado (LP, EMI, 1986)
- Coisas da Vida (LP, EMI, 1988)
- Boa Noite Solidão (LP, Polygram, 1989)
- À Tua Porta (LP, Polygram, 1991)
- Oxála (LP, Polygram, 1993)
- Terra d'Água (LP, Movieplay, 1997)
- Rumo ao Sul (LP, Movieplay, 1999)
- Inéditos ao Vivo No Tivoli (CD, Popular/VC, 2000)
- Velho Fado (CD, World Connection, 2002) 2003 (CNM)
- Memória e Fado (CD, Som Livre, 2005)
- Vida (CD, Farol, 2009)
- Chamam-Lhe Fado (CD, Farol, 2012)
- De Mim Para Mim (CD, Glam Music, 2018)

Compilaciones
- O Melhor dos Melhores (Movieplay)
- Umbadá - Colecção Caravelas - 1996 (EMI)
- A Arte e a Música - 2004 (Universal)
- Grandes Êxitos - (2016) (Universal)

### Singles
- Trigueirinha
- Maria Amada de Todos (Single, Alvorada/RT, 1979)
- Meu Irmão Fora da Lei (Single, Alvorada/RT, 1980) ALV 97-162
- Se Me Pedisses Desculpa/Semente do amor (Single, Alvorada/RT, 1980) ALV 97-163
- A Minha Rua/Aniversário (Single, Rádio Triunfo, 1982)

- Rosas Brancas Para O Meu Amor/Ai Se Um dia (Single, VC, 1983) 1VCS 1038
- Fiz-me Vagabundo/Tentei Gostar de Alguém (Single, EMI, 1984)
- Umbadá/Umbadá (instrumental) (Single, EMI, 1985) 1775457
- Lua, Feiticeira Nua / Um Ano Depois (Single, EMI, 1986) 1775887
- Mulata/Amor Das Horas Vagas (Single, EMI, 1986) 1776007
- Quando Eu Nasci / Hoje Fiz Um Poema (Single, EMI, 1988) 1776487
- Bandeira da Paz/São teus Olhos Quem O Diz (Single, Polygram, 1989 )
- Há Sempre Alguém

| Predecesor: Adelaide Ferreira con "Vem no meu sonho" | Portugal en el Festival de la OTI 1985 | Sucesor: Carlos Pedro con "Adeus a praia" |